# 34mag
34mag ist ein belarussisches Online-Jugendmagazin, das in zwei Sprachen (Belarussisch und Russisch) veröffentlicht wird. Einige Materialien sind auch ins Englische übersetzt. Die meisten Publikationen widmen sich Kunst, Kultur und Reisen. Die Redaktion befindet sich in Minsk, der Chefredakteur ist Aljaksandr Karnejtschuk. Unter der Schirmherrschaft des Portals steht auch das digitale Musiklabel „Pjarschak“ („Пяршак“; der Name bedeutet hochwertige Waren oder selbstgebrannter Wodka selbst).

## Geschichte
Das Magazin wurde von der belarussischen Journalistin Iryna Vidanova gegründet, nachdem die belarussischen Behörden ihr vorheriges Projekt „Studentskaja Dumka“ („Студэнцкая думка“; „studentischer Gedanke“ auf Deutsch) im Jahr 2005 abgeschlossen hatten.  Die erste Ausgabe der neuen Publikation wurde auf CDs im Jahr 2006 veröffentlicht, und im Jahr 2009 startete das Projekt auch eine Website.

## Erfolge
Im Jahr 2012 erhielt das Magazin den „IPI Free Media Pioneer Award“ des Internationalen Press Institutes.
Beim Werbe- und Kommunikationsfestival „AD.NAK-2014“ wurde der Reiseführer „Рома едзе“ von Roma Svechnikau und 34mag.net mit dem 1. Platz und Grand Prix in der Kategorie von integrierten Medienprojekte ausgezeichnet, während die „Limited Edition“ den 3. Platz in der Kategorie von den sozial bedeutenden Projekte und der Katalog „Books from Belarus“ und das Buch „Рома едзе“ den 2. Platz in der Kategorie von den mehrseitigen Publikationen belegten.